# 카리브디스

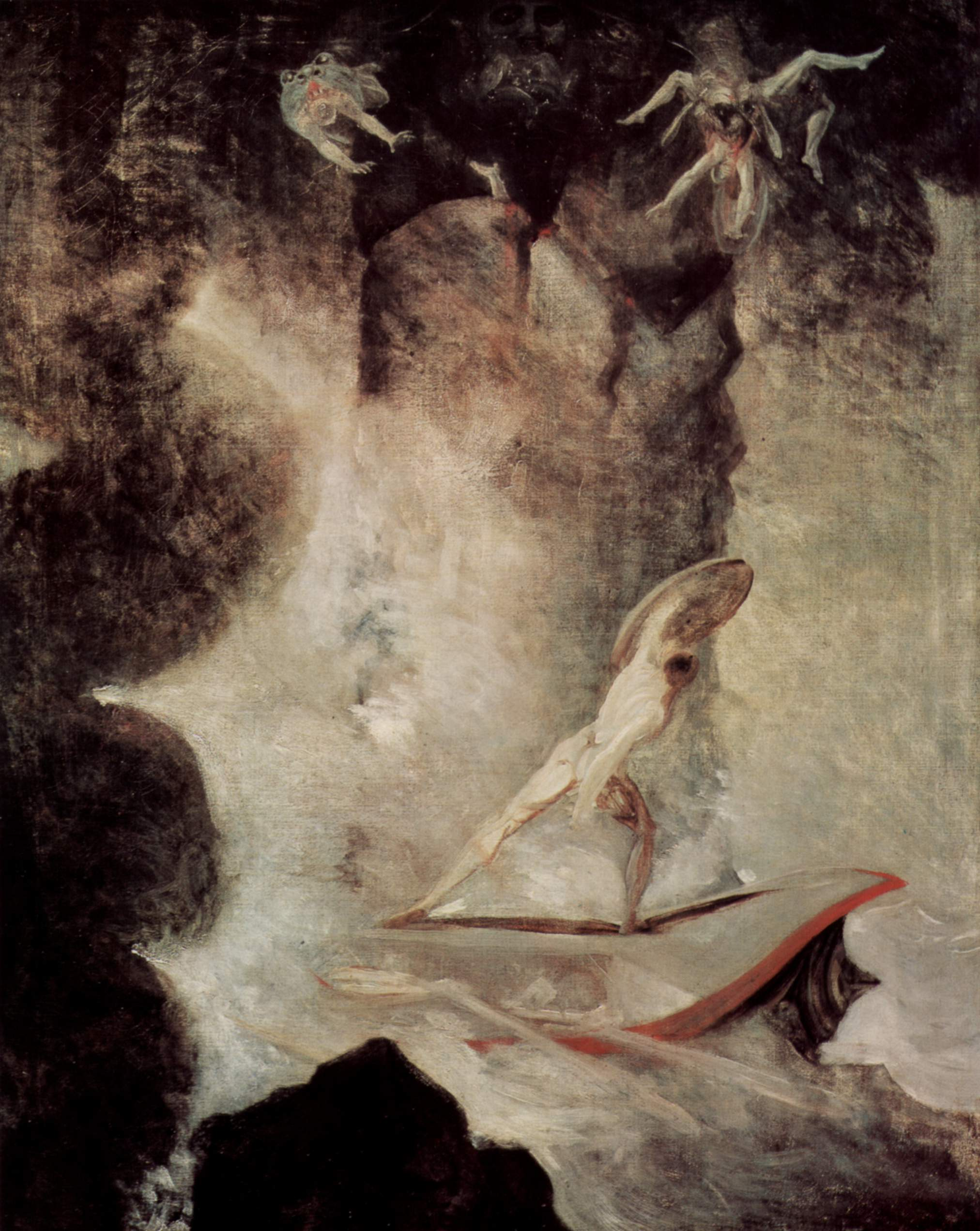

카리브디스(Charybdis)는 안타이오스의 누이이며 바다의 여신이자 엄청난 여자괴물이다. 그녀의 부모는 어머니는 땅과 창조의 여신이자 지모신인 가이아이며 아버지는 바다의 신이자 올림포스의 중심인 포세이돈이다. 포세이돈과 가이아의 장녀이다. 남동생 안타이오스와 라에스트리곤 일족 동생들도 있다. 메시나 해협 일대의 와류가 의인화된 존재로 생각된다.

## 신화
포세이돈의 첫째딸 이였다고 한다. 어떤 설에서는 괴물이기도 하지만, 또 다른 설에서는 바다를 주름잡는 여신으로도 알려져 있다. 아버지 포세이돈과 어머니 가이아에게 몹시 효심이 가득하며 부모의 뜻을 거스른적이 없는 착한 딸이었다고 한다. 그래서인지 포세이돈이 그녀를 엄청 아꼈다고 하며 자신 다음으로 바다서열을 잡았다. 당연하게도 어머니쪽이 그 가이아라서 그걸 반대한 자들은 감히 없었다. 그러나 그녀는 식욕이 너무 강해 넥타르와 암브로시아를 함부로 먹어 대었고, 이 태도에 화가 난 제우스가 그녀를 번개로 바다에 빠뜨렸다. 그리고 무엇이든지 먹으면 토하게 된다는 벌을 내렸다. 그러나 불사의 몸을 지녔던 그녀는 제우스의 번개에도 죽지 않았는데 포세이돈과 가이아의 딸이란 점도 크게 작용했다 볼 수 있다. 어떤 설에서는 제우스랑 포세이돈의 언쟁 중에 그녀가 포세이돈 편을 들자 저렇게 만들었다고도 한다. 그래서 카리브디스는 배고플 때 바닷물을 모두 먹어 치우고, 다시 뱉어내는데, 마치 심한 폭풍이나 소용돌이와도 같아서 배에 타고 있던 선원들이 모두 바다에 빠져 죽음을 맞이했다. 카리브디스는 스킬라와 함께 있는 바다 2대 괴물이며, 스킬라가 배에 타고 있는 병사들을 먹으면, 카리브디스도 같이 바닷물을 먹었다가 뱉어낸다. 어떤 설에서는 카리브디스의 생김새를 알 수 없다고 하지만, 어떤 설에서는 이끼가 낀 암초처럼 생긴, 엇갈린 이빨들이 있는 괴물이라고 한다. 참고로 이렇게 만든 제우스를 향해 안타이오스 사건을 포함하여 포세이돈이 무척 진노했다고 한다.